# Раул Кабаљеро Ескамиља, Ел Папалоте (Хуарез)
Раул Кабаљеро Ескамиља, Ел Папалоте (шп. Raúl Caballero Escamilla, El Papalote) насеље је у Мексику у савезној држави Нови Леон у општини Хуарез. Насеље се налази на надморској висини од 482 м.

## Становништво
Према подацима из 2010. године у насељу су живела 2 становника.

### Хронологија
| Година       | 2005         | 2010 |
| ------------ | ------------ | ---- |
| Становништво | 38 (17 / 21) | 2    |

### Попис
| # | Индикатор                     | Вредност |
| - | ----------------------------- | -------- |
| 1 | Укупно домаћинстава           | 21       |
| 2 | Укупно насељених домаћинстава | 2        |
| 3 | Величина локације             | 1        |